# Xã Otisco, Michigan
Xã Otisco (tiếng Anh: Otisco Township) là một xã thuộc quận Ionia, tiểu bang Michigan, Hoa Kỳ. Năm 2010, dân số của xã này là 2.282 người.